# Gymnasium Bayreuther Straße
Das Gymnasium Bayreuther Straße ist ein 1907 gegründetes Gymnasium in Elberfeld (heute zu Wuppertal).

## Geschichte
Das Gymnasium an der Bayreuther Str. 35 wurde 1907 als Königliches Realgymnasium zu Elberfeld gegründet. Es wurde 1918 in Staatliches Reformrealgymnasium, 1927 in Hindenburg-Realgymnasium, 1937 in Hindenburg-Schule Staatliche Oberschule für Jungen und 1945 in Naturwissenschaftliches Gymnasium umbenannt. Seit 1974 die Stadt Wuppertal Schulträger wurde, lautet die offizielle Bezeichnung Städtisches Gymnasium Bayreuther Straße.
In den Jahren 1952/53 erfolgte im Auftrag des Staatlichen Hochbauamtes Wuppertal eine Erweiterung des Baus nach einem Entwurf des Bauassessors Morgenbrodt. 1963 wurde ein neuer Klassentrakt fertiggestellt, und 1964 folgte ein naturwissenschaftlicher Trakt, der Entwurf stammt ebenfalls von Morgenbrodt.

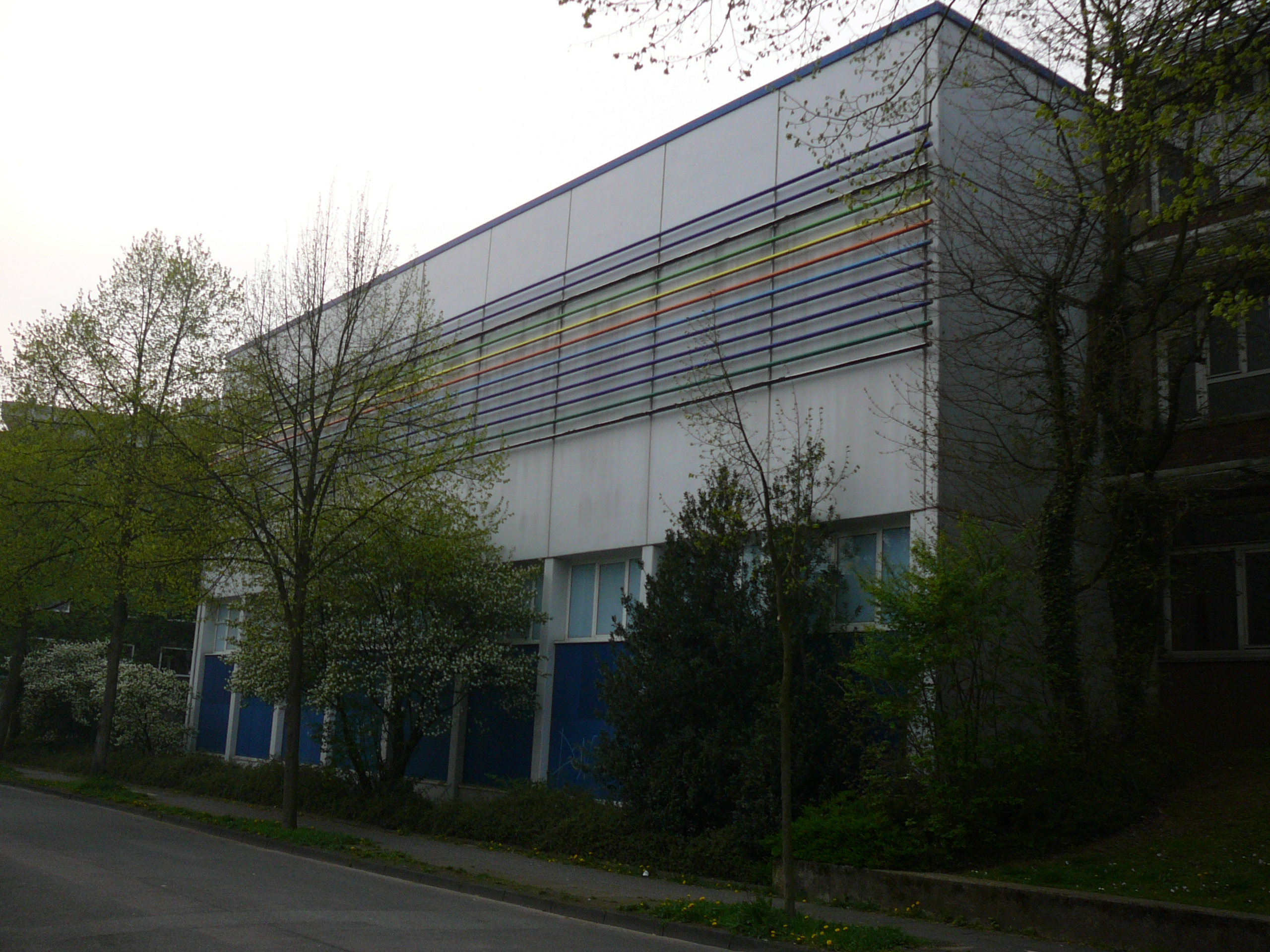
Fassadengestaltung der Turnhalle

1974 wurden ebenfalls ein weiterer Erweiterungstrakt sowie zwei Sporthallen vollendet. Mit der Fassadengestaltung der Südwestecke der Turnhalle wurde der Künstler Rainer Menke beauftragt. Nach seinem Entwurf wurden zwölf rund 75–80 mm durchmessende, verschiedenfarbige Aluminiumrohre waagerecht angebracht.
Fünf Jahre später wurde die Schule erstmals von mehr als 1000 Schülern besucht. Seit 1992 wird an dem Gymnasium an fünf Tagen pro Woche unterrichtet. Der Klassentrakt wurde 2001 erneut um sechs Klassenräume erweitert.
2007 arbeitete der Schriftsteller Michael Zeller mit der Klasse 7d im Rahmen des von Anne Linsel geleiteten Projekts „Schulhausroman“ zusammen. Als Ergebnis erschien 2008 „Die schwarze Schachtel“.
Der Klassentrakt wird seit 2020 kernsaniert, gleichzeitig wird auf dem Schulhof neben der 2011 errichteten Mensa ein weiterer Gebäudetrakt neu gebaut. In dieser Zeit wurden Klassen der Sekundarstufe I in Gebäude einer ehemaligen Förderschule auf dem nahegelegenen Ölberg ausgelagert.

### 100-Jahr-Feier und 111. Jubiläum
In der Woche vom 8. September bis zum 15. September 2007 feierte die Schule ihr hundertjähriges Bestehen. Dafür fand unter anderem am 13. September 2007 im Stadion am Zoo ein Sportfest und zum Abschluss der Festwoche am 15. September auf dem Schulgelände ein Schulfest statt.
Zum 111. Jubiläum wurden im September 2018 ein Sponsorenlauf, eine Projektwoche mit Schulfest und ein Festakt in der Historischen Stadthalle veranstaltet.

### Stundentakt
|                | Alter Stundentakt | Neuer Stundentakt |
| -------------- | ----------------- | ----------------- |
| 1. Stunde      | 7:50–8:35         | 7:50–8:55         |
| 2. Stunde      | 8:40–9:25         | 9:10–10:15        |
| 1. große Pause | 9:25–9:45         | 10:15–10:35       |
| 3. Stunde      | 9:45–10:30        | 10:35–11:40       |
| 4. Stunde      | 10:35–11:20       | 11:55–13:00       |
| 2. große Pause | 11:20–11:35       | 13:00–13:50       |
| 5. Stunde      | 11:35–12:20       | 13:50–14:55       |

Zum Schuljahr 2009/2010 wurde der Stundentakt von 45-Minuten-Stunden auf 65-Minuten-Stunden umgestellt. Im Zuge des seit 2020 laufenden Umbaus mit Dependance auf dem Ölberg wurden die 10-Minuten-Pausen um 5 Minuten verlängert, damit Wechsel zwischen den beiden Standorten bewältigt werden können.

## Gebäude

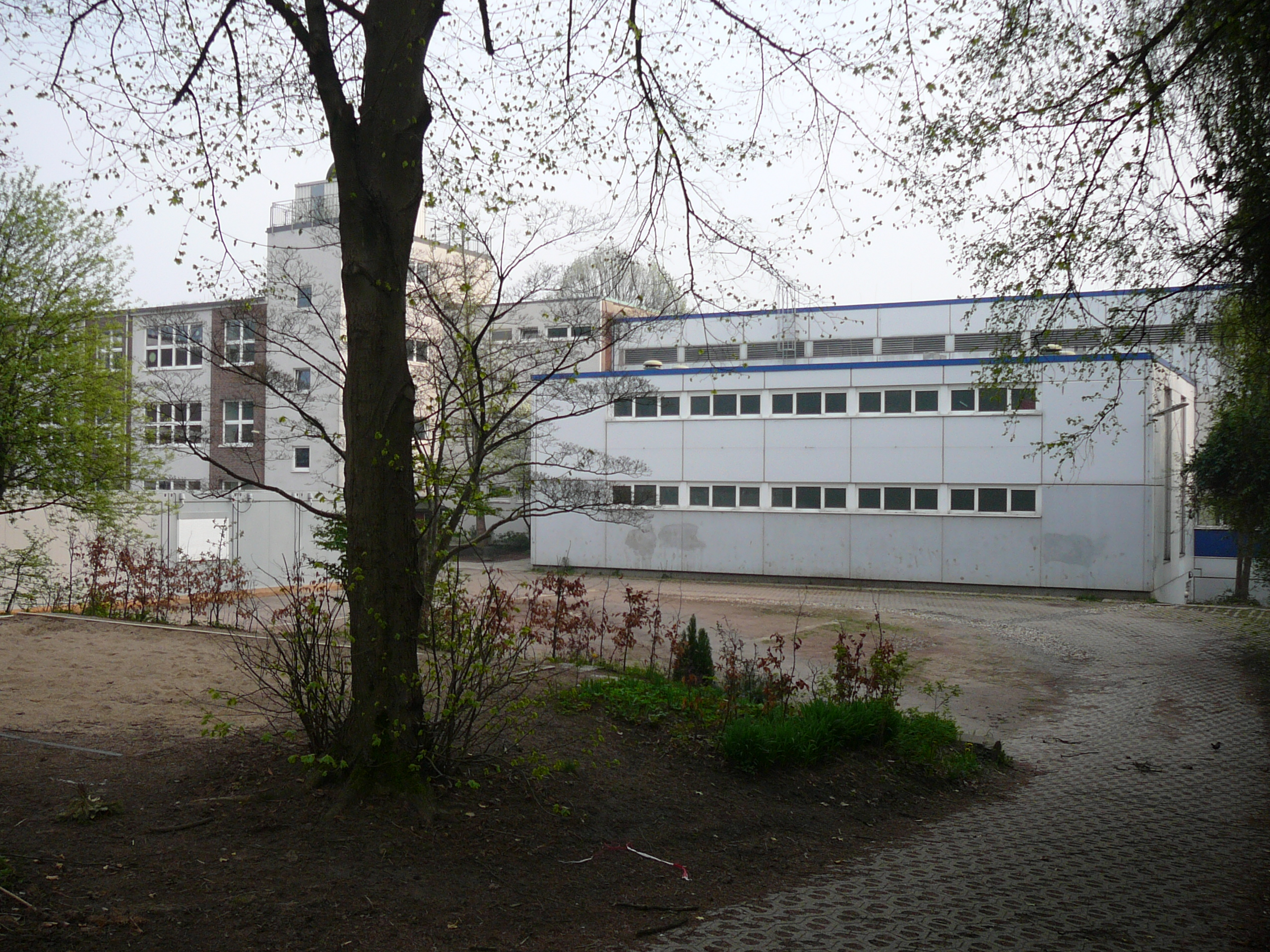
Blick von der Bayreuther Straße, links neben dem Baum die Sternwarte auf dem Dach

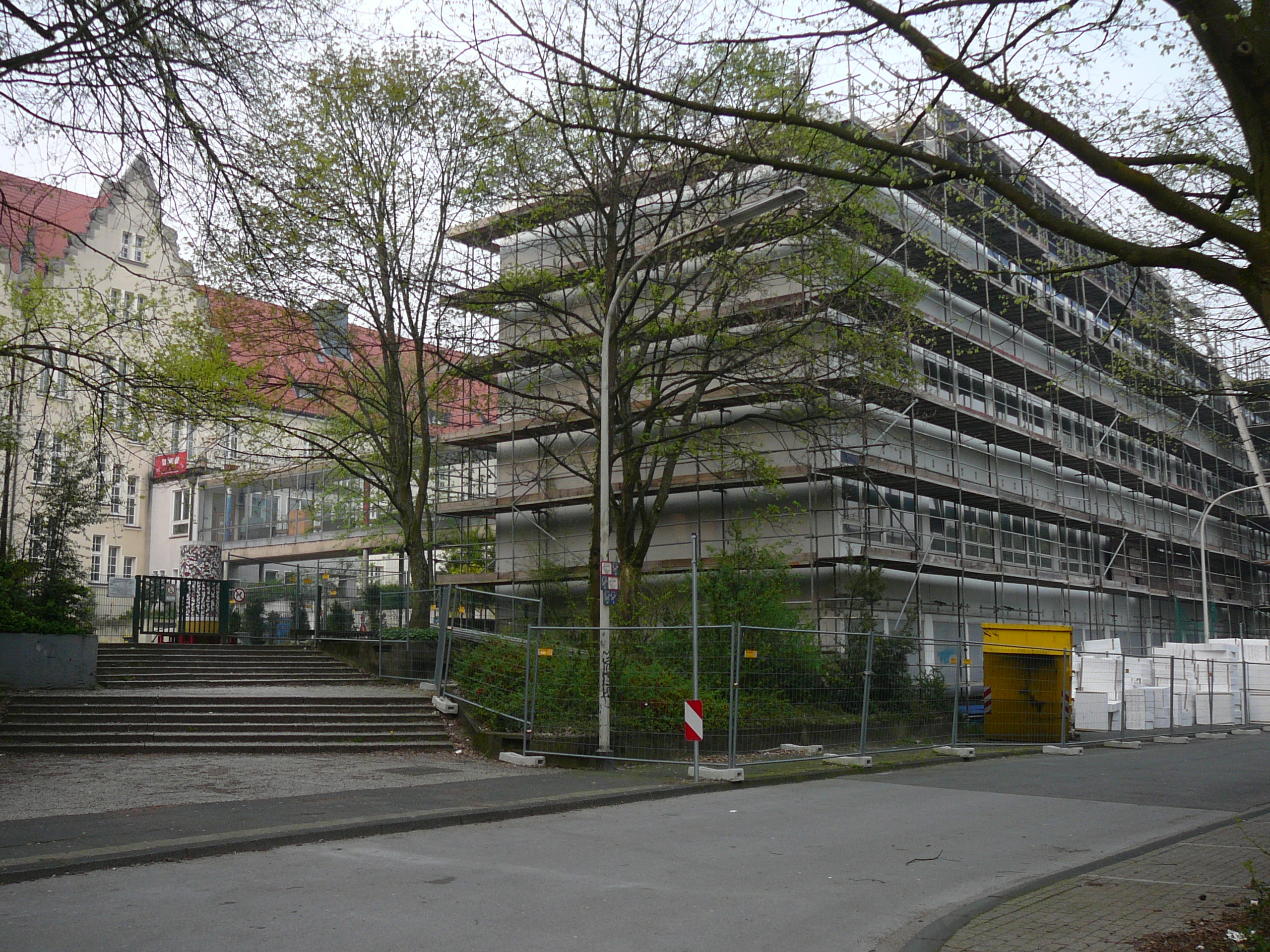
Blick von der Beethovenstraße auf den E-Trakt

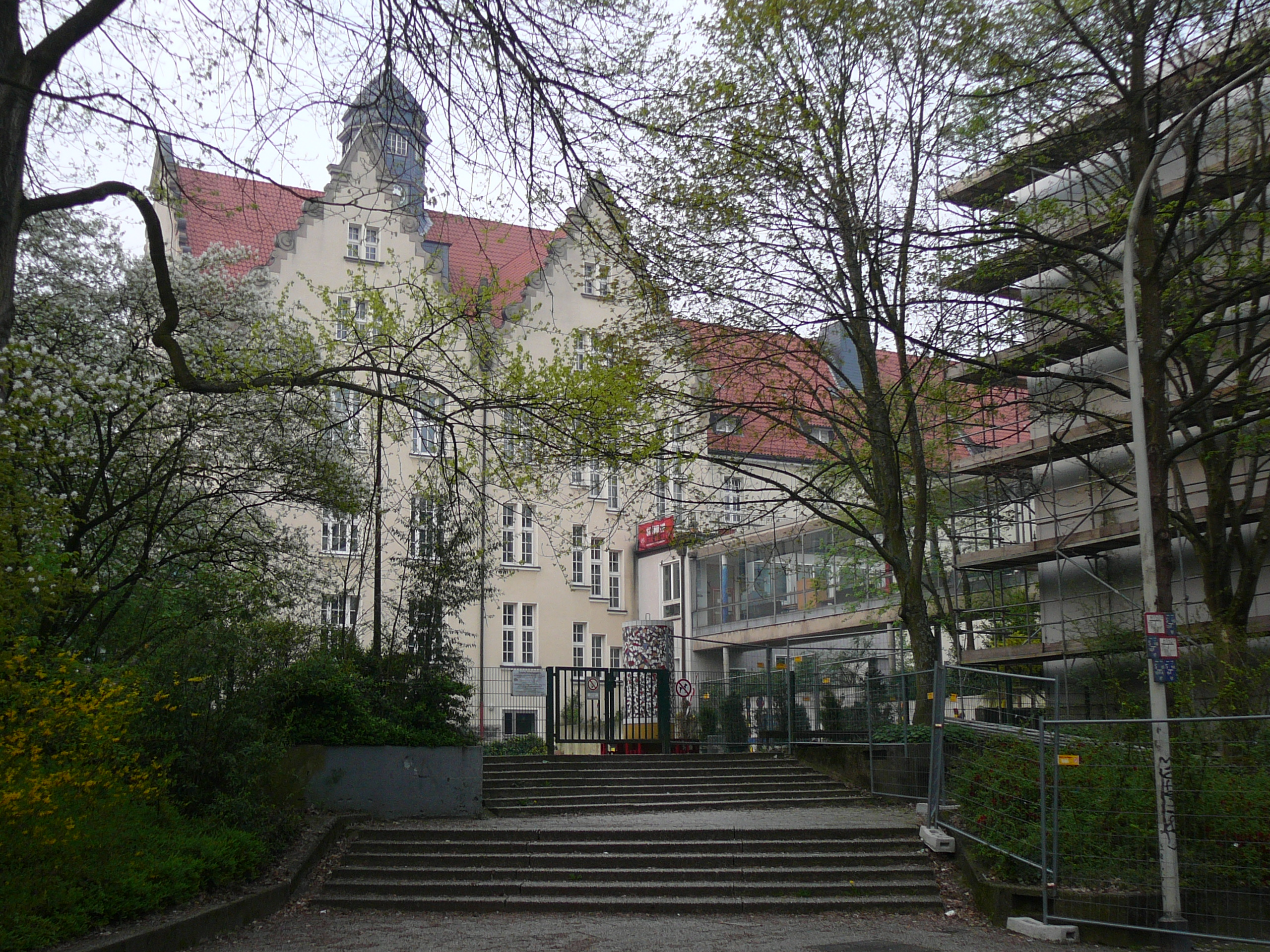
Der Altbau, Blick von der Beethovenstraße

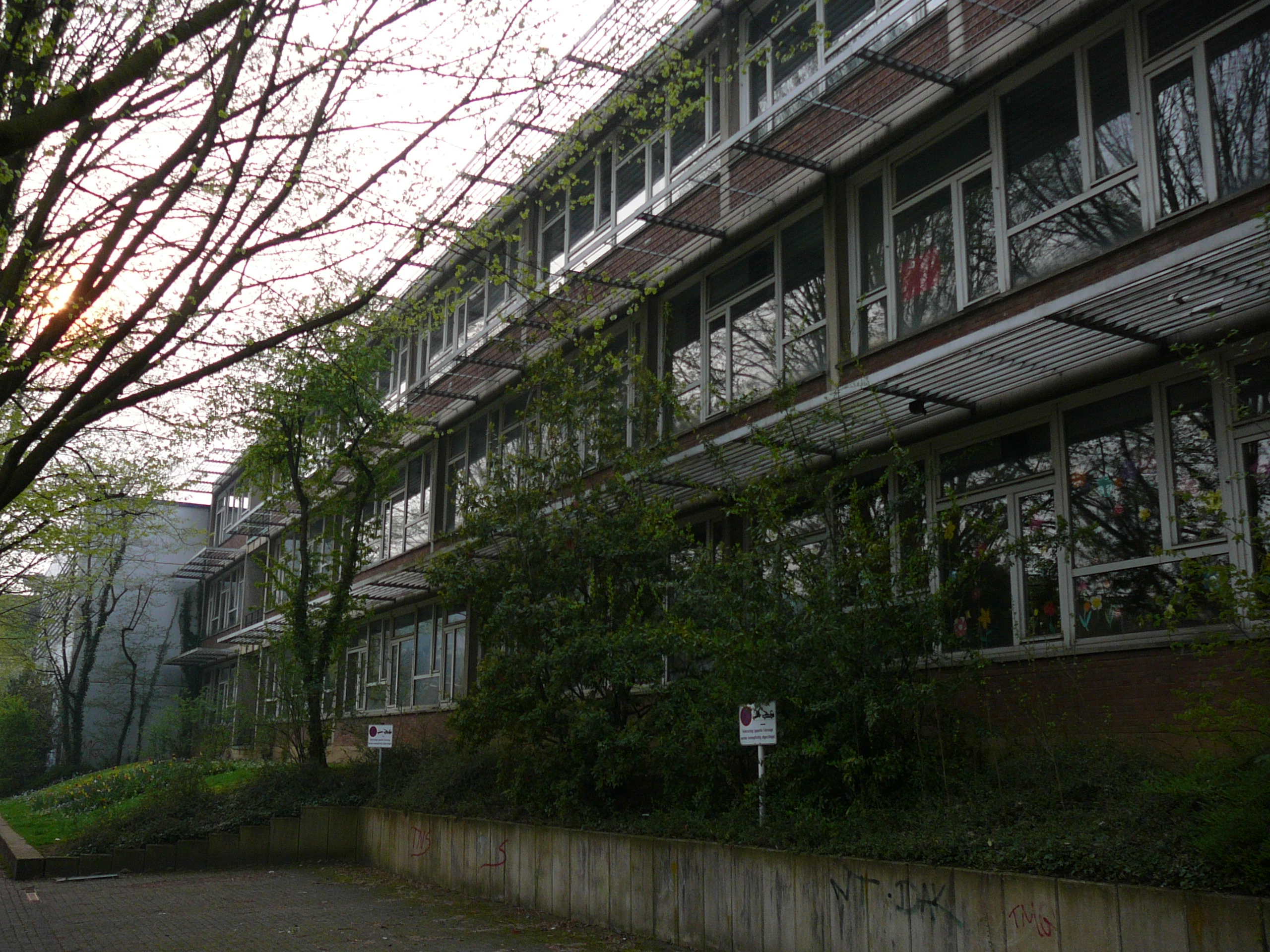
Blick von der Richard-Wagner-Straße auf den K-Trakt

Der A-Trakt ist der Altbau der Schule. Er wurde 1907 fertiggestellt. Im A-Trakt befinden sich Sekretariat, Büros, Lehrerzimmer und mehrere Fach- und Kursräume sowie ein großer Raum für Klassenarbeiten und Klausuren. In der obersten Etage ist unter anderem die Aula der Schule untergebracht. Der Altbau wurde am 29. August 1991 als Baudenkmal anerkannt.
Der E-Trakt des Gymnasiums fasst Musik- und Kunst-, Klassenräume sowie je zwei Computer- und Technikräume. In der untersten Etage befindet sich der „Bunker“, dieser ist ein größerer Raum, der auch für Veranstaltungen, Klassenarbeiten und Klausuren genutzt wird. Im Erdgeschoss ist zudem der Raum des Schulsanitätsdienstes, der 2002 im Rahmen eines Sponsorenlaufes ins Leben gerufen wurde. Während der E-Trakt von 2008 bis 2011 renoviert wurde, fand der Unterricht für die Schüler von einer neunten und vier zehnten Klassen in Containern statt.
Im K-Trakt befanden sich vor der Kernsanierung die Räume der Klassen fünf bis neun.
Im Naturwissenschaftlichen Trakt (N-Trakt) der Schule befinden sich Biologie-, Physik- und Chemie-Räume sowie ein Schülercafé.

### Sternwarte
Im September 1969 wurde auf dem Dach des K-Traktes eine Schulsternwarte unter Mithilfe der Bundeswehr eingerichtet. Sie wurde 2001 stillgelegt, aber mit Hilfe des Ehemaligenvereins nach zwei Jahren Arbeit im Januar 2011 wieder reaktiviert. Die Sternwarte mit einer drehbaren Kuppel besitzt drei Teleskope, darunter eines mit einer Brennweite von 2 m.

### Gedenktafel
Am 20. November 1921 wurde eine Gedenktafel für die Gefallenen des Ersten Weltkriegs eingeweiht. Diese 2 × 1,80 m große Ehrentafel schuf der Elberfelder Bildhauer Edmund Nolden und hängt auf dem Flur 2 im Altbau, sie erinnert an die gefallenen fünf Lehrer und 44 Schüler. Ursprünglich waren die Namen von nur 43 Schülern auf der Tafel notiert, einer wurde noch nachträglich angefügt.

### Ehrenmal
Am 29. September 1957 wurde eine Feierstunde zu Anlass des 50-jährigen Bestehens und zum Gedenken für die im Zweiten Weltkrieg gefallenen Lehrer und Schüler abgehalten. Auf der Veranstaltung wurde das Ehrenmal eingeweiht, das sich an der Wand im Eingangsbereich des Altbaus befand. Das Ehrenmal von Hellmuth Grüttefien zeigt auf kleinen einzelnen Keramikplatten die Namen der gefallenen vier Lehrer und 170 Schüler. Nach dem Umbau von 1966 wurde das Ehrenmal an den heutigen Platz im Verbindungsflur zwischen Alt- und Neubau verlegt. Dabei wurde die aufgelockerte Anordnung der Platten mit den Namen verändert, weil sie zuvor andeutungsweise die Silhouette eines Panzers zeigten.

### Armin-T.-Wegner-Büste
Links neben der Gedenktafel für die Gefallenen des Ersten Weltkriegs befindet sich eine Büste Armin T. Wegners. Geschaffen wurde die Büste von der armenischen Bildhauerin Alice Melikian aus Los Angeles. Die Büste wurde 2006 zum 120. Todestages Wegners von der Armin T. Wegner-Gesellschaft gestiftet.

### Sanierung
Die Schule wurde immer wieder umfangreich saniert. Im Jahr 2006 wurden die Renovierungsarbeiten das A-Traktes bis auf die Aula fertiggestellt. Von 2008 bis 2011 wurde der E-Trakt saniert. Seit 2020 wird der K-Trakt kernsaniert.

### Schülercafé und Mensa
Im Jahr 2001 wurde das erste von zwei Schülercafés in einem alten Klassenraum auf dem Schulhof eröffnet. Die Idee ging auf Schüler der damaligen Jahrgangsstufe 13 zurück. Als diese jedoch die Schule verließen, erklärten sich Mütter bereit, den Verkauf zu übernehmen. Im Jahr 2005 wurde das zweite Schülercafé im Erdgeschoss des Naturwissenschaftlichen Trakts eröffnet. Nachdem 2011 der Mensa-Neubau auf dem Schulhof in Betrieb genommen worden war, wurde das erste Schülercafé geschlossen.

## Integrative Klasse und Inklusion
Im Schuljahr 2007/2008 wurde eine Integrative Klasse eingerichtet, in der 16 Schüler gemeinsam mit acht Förderschülern eine Klassengemeinschaft bilden. Die 16 Schüler, die sich gemeinsam mit den Förderschülern unterrichten lassen, haben sich freiwillig für diese Klasse gemeldet. Für die integrative Klasse wurden zwei Klassenräume entsprechend umgebaut; so gibt es unter anderem eine Küche. Jede gemeinsame Unterrichtsstunde in der Klasse wird von Fachlehrern, Sonderschulpädagogen und Sozialpädagogen gestaltet. In den Jahren danach wurden weitere Inklusionsklassen bzw. Klassen des gemeinsamen Lernens eingerichtet.

## Austauschprogramm
Die Schule hat Partnerschaften mit Schulen in Italien, Frankreich, Indien, China, Israel und Georgien.

### Italien
Seit 2003 besuchten jährlich rund 20 Schüler für etwa eine Woche Lucca, wo sie in Gastfamilien bei Schülern des Liceo Scientificio Vallisneri wohnen. Im Vorfeld des Austausches lernen die beteiligten Schüler in Grundzügen Italienisch. Seit 2022 führt der Italienaustausch nach Bozen.

### Australien
Ab 2002 hatten einige Jahre Schüler der Jahrgangsstufe 11 bzw. 10 die Möglichkeit, die Darwin High School in Australien zu besuchen. Außerdem gab es alle zwei bis drei Jahre einen jeweils dreiwöchigen projektorientierten Austausch für etwa 20 Schüler in Australien. Dabei lag der Schwerpunkt auf naturwissenschaftlichen Themen.

### Israel
Im April 2012 fand erstmals ein einwöchiger Austausch mit einer Schule in Be’er Scheva, einer Partnerstadt von Wuppertal statt. Die israelischen Schüler besuchen im Gegenzug eine Woche lang Deutschland.

## Bekannte Absolventen
- Christine Behle, stellv. Vorsitzende der Gewerkschaft ver.di (Abitur 1988)
- Anna Franckowiak (* 1983), Physikerin
- Mike Leon Grosch, Sänger
- Andreas Mucke, SPD-Politiker und Oberbürgermeister von Wuppertal (2015–2020)
- Tom Tykwer, Regisseur[14]
- Jens Werner, Direktor der Klinik für Allgemein-, Viszeral- und Transplantationschirurgie am Klinikum der Universität München (Abitur 1986)